# Anthrax aridicola
Anthrax aridicola är en tvåvingeart som beskrevs av Hesse 1956. Anthrax aridicola ingår i släktet Anthrax och familjen svävflugor. Inga underarter finns listade i Catalogue of Life.